# Leptoneta kernensis
Espèce
Leptoneta kernensis est une espèce d'araignées aranéomorphes de la famille des Leptonetidae.

## Distribution
Cette espèce est endémique d'Algérie. Elle se rencontre dans la grotte de Ghar El Baz à Jijel.

## Publication originale
- Simon, 1910 : Araneae et Opiliones (Seconde Série). Biospeologica. XV. Archives de zoologie expérimentale et générale, sér. 5, vol. 5, no 2, p. 49-66 (texte intégral).